# Erika Vikman
Erika Vikman, née le 20 février 1993 à Tampere (Finlande) est une chanteuse finlandaise.
Ayant commencé sa carrière en tant que chanteuse de tango finlandais, Erika Vikman se fait connaitre du grand public pour la première fois après avoir remporté le festival de tango Tangomarkkinat en 2016.
Elle se fait connaitre à l'échelle nationale après sa participation à l'Uuden Musiikin Kilpailu avec la chanson Cicciolina en 2020, qui atteint alors le top 5 du classement des singles en Finlande. Son premier album studio sort un an plus tard et atteint la première place des charts en Finlande.
Elle représente la Finlande au Concours Eurovision de la chanson 2025, avec la chanson Ich komme.

## Enfance
Erika Vikman nait le 20 février 1993 à Tampere et grandit ensuite  à Lempäälä et Pori. Erika commence à chanter à l'adolescence. Elle remporte la section féminine du Concours Junior Tango de 2008. Elle a également participé au concours Springboard de Tampere en 2010.

## Carrière

### Débuts (2013 – 2019)
Erika Vikman commence sa carrière professionnelle en 2013, après avoir été sélectionnée pour participer à la septième saison de la version finlandaise de la Nouvelle Star, se classant à la septième place.
Après la fin de l'émission, Vikman s'impose comme chanteuse de tango finlandais. Elle participe au Tangomarkkinat en 2015, où elle termine à la deuxième place, puis prend part à nouveau à la compétition l'année suivante, et la remporte.
Après la compétition, elle signe avec Sony Music et sort son premier single Ettei mee elämä hukkaan en 2017. Elle passe alors du tango à l'électropop.

### Succès grand public (depuis 2020)
En 2020, Vikman signe avec Warner Music Finlande et participe à l'Uuden Musiikin Kilpailu, la sélection nationale finlandaise pour le Concours Eurovision de la chanson 2020. Elle y interprète la chanson Cicciolina, qui évoque l'actrice pornographique hongroise-italienne Ilona Staller, dite « La Cicciolina ». Elle termine deuxième du concours, tout en remportant le vote du public finlandais. Malgré sa défaite, sa chanson devient virale en Finlande et se classe alors dans le top 5 des singles les plus vendus du moment.
Fin 2020, Vikman participe et termine à la troisième place de la première saison de la version finlandaise de Mask Singer, en portant le costume de la guêpe.
Erika Vikman sort son premier album éponyme en août 2021. L'album atteint la première place du classement des albums les plus vendus en Finlande.
En 2025, elle participe à nouveau à l'Uuden Musiikin Kilpailu avec la chanson Ich komme. Le 8 février, elle remporte la sélection et représente donc la Finlande au Concours Eurovision de la chanson 2025 à Bâle. Elle participe à la deuxième demi-finale du 15 mai et se qualifie pour la finale du 17 mai où elle termine à la 11e place avec 196 points.

## Vie personnelle
Erika a une sœur nommée Jennika, qui est également chanteuse.
De 2016 à 2020, Erika Vikman était en couple avec le chanteur finlandais Danny. La relation était controversée en raison de leur différence d'âge, Danny étant de 51 ans l'aîné d'Erika,. Ils ont résidé ensemble à Kirkkonummi jusqu'à leur séparation.

## Discographie

### Album
- 2021 : Erika Vikman

### Singles
- 2020 : Cicciolina
- 2020 : Syntisten pöytä
- 2024 : Ruoska (avec Käärijä)
- 2025 : Ich komme

## Liens
- Ressources relatives à la musique :   - AllMusic
  - Discogs
  - Last.fm
  - MusicBrainz
  - Rate Your Music
  - SoundCloud
- Ressource relative à l'audiovisuel :   - IMDb
- Notices d'autorité :   - VIAF
  - ISNI